# Киркеснер, Александр Яковлевич
Александр Яковлевич Киркеснер (28 июня 1959) — советский борец вольного стиля, призёр чемпионата Европы, призёр чемпионата СССР, мастер спорта СССР международного класса.

## Биография
В мае 1980 года на чемпионате СССР в Москве стал серебряным призёром, уступив первое место Анатолию Белоглазову. В апреле 1985 года в Лейпциге стал бронзовым призёром чемпионата Европы.

## Спортивные результаты
- Чемпионат СССР по вольной борьбе 1980 — ;
- Чемпионат Европы по борьбе 1985 — ;